# Nikolaj Fëdorovič Fëdorov
(Nikolaj Fëdorovič Fëdorov)
Nikolaj Fëdorovič Fëdorov (in russo Николай Фёдорович Фёдоров?; Ključi, 7 giugno 1829 – Mosca, 28 dicembre 1903) è stato un filosofo russo.

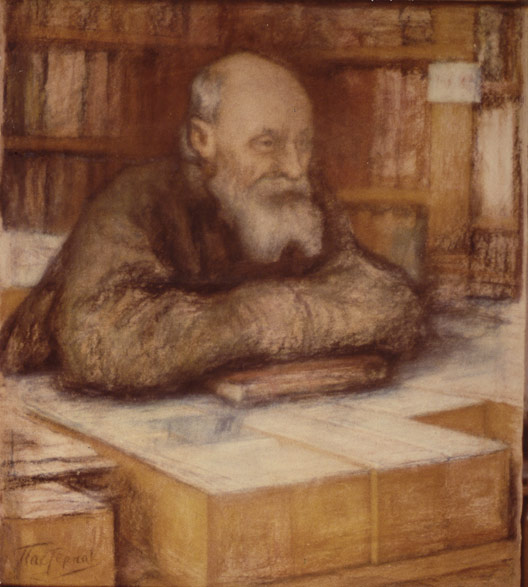
Nikolaj Fëdorov ritratto da Leonid Pasternak

È considerato il fondatore del pensiero cosmista. 
"Pensatore enigmatico", come lo definì Bulgakov fu filosofo, scrittore e bibliotecario che destò l'interesse e l'ammirazione dei grandi protagonisti della letteratura russa come Vladimir Sergeevič Solov'ëv, Fëdor Dostoevskij, Lev Tolstoj e che fu anche noto negli ambienti scientifici per la sua dottrina basata su un'incrollabile fiducia nel progresso delle scienze che, a suo parere, non solo avrebbero rigenerato il mondo impedendo per sempre l'avvento dei disastri naturali ma sarebbero riuscite a sconfiggere la morte attuando la resurrezione dei corpi. La sua tesi, basata su un profondo senso religioso, radicato nella spiritualità del cristianesimo ortodosso, venne delineata nel libro Философия общего дела (Filosofiya obshchago dela) (La filosofia dell'opera comune, 2 voll., postumi, 1906-13) dove Fëdorov sosteneva che la filosofia dovesse abbandonare il campo puramente speculativo e diventare una pratica «proiettiva» che si servisse della conoscenza per elaborare un «progetto d'un mondo migliore» dove, attraverso un'«opera comune e universale», si ponesse fine alle ingiustizie, alle paure, e agli egoismi.
Durante la vita del filosofo i suoi pochi scritti ebbero scarso successo e furono incompresi dal grande pubblico; Fëdorov era d'altronde consapevole di essere in anticipo per i suoi tempi, non ancora maturi perché le sue idee fossero capite ed accettate. Una delle prime importanti recensioni de La filosofia dell'opera comune fu realizzata da Nikolai Berdyaev nel 1915. La riscoperta del suo pensiero avvenne in particolare dopo l'avvento del regime sovietico che vedeva in Fëdorov il padre del cosmismo, teoria che sosteneva la possibilità di uno sviluppo sociale affidato al progresso tecnico-scientifico anche se si fece sempre molta attenzione a distinguere fra le tendenze di Fëdorov considerate come reazionarie (come la fiducia nel cristianesimo ortodosso) da quelle progressiste. Con l'instaurarsi del regime staliniano però il suo pensiero sarà sempre più emarginato fino a che, nella metà degli anni trenta del XX secolo - così come racconta anche Solzenicyn - Fëdorov diventerà in URSS una delle "non persone" delle cui idee era meglio non parlare apertamente, mentre i suoi aperti seguaci venivano perseguitati, come Aleksandr Gorskij (1886-1943) e Nikolaj Setnitskij (1888-1937). Se quindi alcune idee di Fëdorov troveranno realizzazione nella Russia sovietica, ciò avverrà solo indirettamente, senza riconoscergli alcuna paternità ufficiale. Dopo le prime pubblicazioni postume della La filosofia dell'opera comune del 1906 (primo volume in 480 copie distribuite gratuitamente in conformità alle idee di Fëdorov sulla diffusione del sapere) e del 1913 (secondo volume in 620 copie) frutto del tenace lavoro collettore dei primi stretti discepoli di Fëdorov, Nikolaj Peterson (1844-1919) e Vladimir Kozevnikov (1852-1917), bisognerà aspettare il 1982 perché, per la prima volta dalla rivoluzione d’ottobre, potesse essere pubblicato un libro di 700 pagine con alcuni scritti selezionati della La filosofia dell'opera comune su iniziativa dell’astronauta sovietico V. I. Sevast'janov, sotto gli auspici dell’Istituto di Filosofia dell’Accademia delle Scienze dell’URSS; tuttavia, quando le autorità ideologiche del Partito Comunista lo vennero a sapere dichiararono la pubblicazione “inopportuna” e “sbagliata”,  le copie invendute furono ritirate e probabilmente distrutte. Negli anni seguenti, con il definitivo affermarsi del nuovo clima della perestrojka e grazie in particolare al lavoro di Svetlana Semёnova - che aveva curato l’introduzione del volume del 1982 - si potrà ritornare a parlare apertamente di Fëdorov e del suo pensiero.

## Vita
Nato nel villaggio di Kliuchi nella provincia di Tambov, figlio illegittimo del principe Pavel I. Gagarin e di una donna del luogo di cui si hanno pochissime informazioni, così scrive ricordando gli anni dell'infanzia quando imparò l'odio e le divisioni che contraddistinguono l'umanità:
All’età di quattro anni, in seguito al matrimonio del padre e alla morte del nonno Ivan qualche mese più tardi, fu costretto ad abbandonare la madre e la tenuta di campagna dei Gagarin nella provincia di Cherson. Studiò alla scuola secondaria di Tambov e poi al liceo Richelieu a Odessa senza completarvi gli studi forse a seguito di un litigio con gli esaminatori. Fu poi insegnante di storia e geografia nelle scuole elementari in alcuni piccoli villaggi periferici della Russia centrale e meridionale nella prima parte della sua vita (dal 1854 al 1868); fu costretto spesso a cambiare la scuola di insegnamento, e dopo diversi anni cambiò lavoro, a causa delle numerose incompatibilità emerse tra il suo modo originale di insegnare e rapportarsi con i giovani alunni, che pare gli volessero un gran bene, e quelli che erano i rigidi e stretti canoni dell’educazione nella Russia imperiale. Trasferitosi a Mosca lavorò poi con grande abnegazione per 25 anni come bibliotecario in uno dei musei del centro, il museo Rumyanzev, che conteneva la biblioteca più importante della città. Negli ultimi anni lavorerà come bibliotecario responsabile della sala lettura dell’Archivio di Mosca presso il Ministero degli Affari Esteri e trascorrerà anche un certo periodo ad Aşgabat, in Asia centrale, ospite del giudice distrettuale Nikolaj Peterson che riuscì a convincerlo, per la prima volta, a pubblicare degli articoli sotto pseudonimo su un giornale locale. Fëdorov morirà a Mosca a causa di una polmonite contratta nel rigido inverno del 1903 e sarà sepolto al monastero Skorbjaščenskij della città; fino almeno al 1928, prima della demolizione del cimitero, la sua tomba - contrassegnata da una croce incisa con le parole “Cristo è risorto” - poteva ancora essere trovata. 
Sebbene fosse di idee radicali era profondamente legato ai culti religiosi che frequentava quotidianamente. Condusse un'esistenza molto ritirata. Sobrio nel mangiare, beveva solo tè e viveva in una stanza in affitto grande come una cella, dormendo su una panca usando un libro come cuscino e coprendosi con vecchi giornali. Disprezzava il denaro e donava gran parte del suo magro salario, circa 400 rubli all'anno, ai poveri.
Fëdorov metteva la sua straordinaria erudizione al servizio di un unico e grande fine: creare, attraverso la scienza le condizioni necessarie per la risurrezione dei morti: un progetto al quale l'umanità avrebbe dovuto collaborare in toto poiché nessun problema sociale, politico, filosofico si sarebbe potuto risolvere se prima non si fosse risolto quello della morte.

## La filosofia dell'opera comune
Per quanto visionarie possano sembrare le sue idee, la sociologa Nynfa Bosco ha opportunamente osservato che l'ingenua fiducia di Fëdorov nella scienza si spiega solo tenendo in conto l'ambiente, prerivoluzionario e sempre in attesa di una palingenesi, in cui il filosofo si trovava a lavorare. Mosso all'azione dal profondo contrasto determinato dalle diseguaglianze sociali, questo pensatore sognava un'azione collettiva che portasse al bene comune e all'abbattimento degli ostacoli sociali ed economici.

## Opinioni su Fëdorov
Per Evgenij Vagin, Fëdorov è stato un uomo profondamente cristiano, il cui pensiero può rappresentare un elemento vitale per la rinascita spirituale del cristianesimo. 
Per Sergei A. Levickij, nell’idea di Fëdorov c’è “peccato e follia”, ma anche una superiore tensione; il suo pensiero e il suo “progetto” sono un elemento imprescindibile nella storia del pensiero russo. 
Per Aleksandr Dugin, il ruolo fondamentale di Fёdorov nella genesi della mentalità russa e sovietica del secolo XX è ancora tutta da scoprire.
Per George M. Young, di fronte allo sconfinato potere della tecnologia moderna, quello di Fëdorov rappresenta - se non la migliore - senz’altro la più completa e profonda riflessione sull’uso che l’uomo dovrebbe farne.

## La biblioteca del Museo N.F. Fëdorov
L’istituzione più importante per la diffusione del pensiero di Fëdorov e del cosmismo è oggi la Biblioteca del Museo N.F. Fëdorov, fondata nel 1993 e situata a Mosca. Il progetto di un museo dedicato a Fëdorov e ai suoi eredi intellettuali nacque negli anni ottanta del XX secolo su impulso di Svetlana Semёnova (1941—2014), considerata – a livello internazionale - la più importante studiosa di Fëdorov e del cosmismo. La Semёnova fu la prima in URSS, a cavallo tra la fine degli anni ’70 e l’inizio degli anni ’80, a ritornare gradualmente e prudentemente a parlare apertamente di Fëdorov. Attualmente il museo è diretto dalla figlia Anastasija Gaceva. Insieme, madre e figlia hanno curato le opere complete di Fëdorov, composte in quattro volumi. Sempre nel 1993, il libro “Cosmismo russo” a cura di Semёnova e Gaceva, ha definito per la prima volta il cosmismo e i temi condivisi che lo rendono un movimento e un campo di studi.

## Opere
- Filosofiya obshchago dela: statʹi, mysli i pisʹma Nikolaja Fedorovicha Ḟedorova ("La filosofia dell'opera comune: articoli, riflessioni e lettere di Nicolaj Fedorovic Fëdorov"), 2 voll. pubblicati postumi da V. Kozevnikov e N. Peterson. Volume I, Vernyj, 1906, 731 pp.; Volume II, Mosca, 1913, 473 pp..

## Documentari
- (EN) George Carey, Bussando alla porta del cielo – La corsa allo spazio, Storyville, BBC, 2011.